# El Minero de Coquimbo
El Minero de Coquimbo era un periódico chileno, de ámbito local, editado en La Serena en 1828. Fue el primer periódico creado en la región, y tuvo una existencia de 25 números.

## Historia
El primer ejemplar de El Minero de Coquimbo apareció el 22 de marzo de 1828. Su lema se encontraba en latín y decía: Nihil est sine moderata libertate (en español: La libertad sin moderación no es nada).
Se editaba en la Imprenta del Instituto Departamental de Coquimbo, actual Liceo Gregorio Cordovez. Su formato era similar a una hoja oficio de nuestra época, impreso a dos columnas de 7,4 centímetros, con cuatro páginas. Su redactor era Hipólito Belmont.
El primer número de El Minero de Coquimbo hablaba sobre las ideas de nacionalismo y patria, en la sección editorial, titulada Chile. También se promete dar una idea de la provincia de Coquimbo. Luego se incluyen informaciones sobre Turquía y la batalla de Navarino, reseñada en El Mercurio de Valparaíso. Como artículo de fondo critica la costumbre de enterrar a los muertos en las iglesias.
Los números siguientes mantuvieron la misma tónica, destacando una descripción del valle de Elqui, en la que incidentalmente se hace defensa de los hermanos Carrera, próceres de la guerra de independencia chilena. El Minero de Coquimbo alcanzó a publicar 25 ediciones, finalizando sus publicaciones el 6 de diciembre de 1828.